# Municipio de Washburn (condado de Sebastian)
El municipio de Washburn (en inglés: Washburn Township) es un municipio ubicado en el condado de Sebastian en el estado estadounidense de Arkansas. En el año 2010 tenía una población de 487 habitantes y una densidad poblacional de 13,04 personas por km².

## Geografía
El municipio de Washburn se encuentra ubicado en las coordenadas 35°9′41″N 94°5′1″O / 35.16139, -94.08361. Según la Oficina del Censo de los Estados Unidos, el municipio tiene una superficie total de 37.34 km², de la cual 36,03 km² corresponden a tierra firme y (3,52 %) 1,31 km² es agua.

## Demografía
Según el censo de 2010, había 487 personas residiendo en el municipio de Washburn. La densidad de población era de 13,04 hab./km². De los 487 habitantes, el municipio de Washburn estaba compuesto por el 97,33 % blancos, el 0,41 % eran afroamericanos, el 1,44 % eran amerindios, el 0,82 % eran de otras razas. Del total de la población el 2,05 % eran hispanos o latinos de cualquier raza.